# Irak na Letnich Igrzyskach Olimpijskich 1992
Irak na Letnich Igrzyskach Olimpijskich 1992 reprezentowało ośmiu zawodników (sami mężczyźni). Był to 8 start reprezentacji Iraku na letnich igrzyskach olimpijskich.

## Skład kadry

### Boks
Mężczyźni
- Ahmed Aboud waga kogucia do 54 kg - 9. miejsce,
- Furas Hashim waga lekkośrednia do 71 kg - 9. miejsce,

### Podnoszenie ciężarów
Mężczyźni
- Riadh Khedher - waga do 60 kg - 19. miejsce,
- Saleh Khadim - waga do 82,5 kg - 12. miejsce,
- Atallah Abdullah - waga do 90 kg - nie sklasyfikowany (nie zaliczył żadnej próby w rwaniu),
- Nazar Kadir - waga do 100 kg - 9. miejsce,
- Mohammed Jowad - waga do 110 kg - 14. miejsce,

### Strzelectwo
Mężczyźni
- Hassan Hassan - pistolet dowolny 50 m - 28. miejsce,